# Excalibur (Funtown Splashtown USA)
Excalibur in Funtown Splashtown USA (Saco, Maine, USA) ist eine Holzachterbahn des Herstellers Custom Coasters International, die am 5. Juni 1998 eröffnet wurde.
Sie ist die höchste und längste Achterbahn im Norden von Neuengland. Es wird ein einzelner Zug eingesetzt, bei dem jeder Wagen zwei Reihen für jeweils zwei Personen besitzt. Es ist die einzige Holzachterbahn in Maine, die zurzeit (Stand Mai 2023) noch in Betrieb ist.